# Æthelgifu
Æthelgifu est une princesse de la maison de Wessex du début du Xe siècle devenue religieuse.

## Biographie
Æthelgifu est la deuxième des trois filles du roi Alfred le Grand et de son épouse Ealhswith. Elle est la sœur cadette d'Æthelflæd et la sœur aînée d'Ælfthryth. Dans sa biographie d'Alfred, le moine gallois Asser indique que le roi fonde l'abbaye de Shaftesbury et place Æthelgifu à sa tête comme abbesse de ce nouveau couvent richement doté.
Dans son testament, Alfred lègue à Æthelgifu des domaines à Kingsclere et Candover (aujourd'hui Preston Candover ou Brown Candover), près de Basingstoke dans le Hampshire. Elle y est simplement décrite comme sa fille, sans mention de son titre d'abbesse. Il est possible que le testament ait été établi avant qu'elle devienne abbesse, à moins que le roi ait souhaité lui léguer ces domaines à titre viager, afin qu'ils reviennent à la maison de Wessex à sa mort.